# ジューンティーンス
「ジューンティーンス」（英語: Juneteenth）（「6月」（June）と「19日」（nineteenth）の混成語であり、「自由の日」（Freedom Day）、「歓喜の日」（Jubilee Day）、「解放の日」（Liberation Day）としても知られる）は、アメリカ合衆国で奴隷身分であった人々の解放を祝う、連邦政府の祝日（ジューンティーンス独立記念日、Juneteenth National Independence Day）である。テキサス州に端を発し、現在はアメリカ全土で6月19日に祝われる。特に、北部合衆国軍（北軍）のゴードン・グレンジャー将軍がテキサス州ガルヴェストンにおいて1865年6月19日に、それまでにテキサス州で奴隷身分とされてきた全ての人々は自由であるとする連邦政府からの命令を発令させたことを記念するものである。
エイブラハム・リンカーン大統領の奴隷解放宣言は公式には、ほぼ2年半前にテキサスやその他の合衆国に反乱を起こした州における奴隷制を非合法化していた。テキサスは奴隷制維持州の中で最も遠隔に位置し、アメリカ南北戦争が終結した後も北部合衆国軍の存在感は希薄であり、従ってグレンジャーの告知以前には、当地での施行は緩慢で、また一貫していなかった。ジューンティーンスは広範に、アメリカにおける奴隷制の終焉を祝うものと考えられているにせよ、2境界州ではなお合法で実施されており、1865年12月6日に至ってアメリカ合衆国憲法修正第13条が批准され、刑事罰としての労働ではない奴隷制が全国で廃止された。
祝祭は1866年に端を発し、当初はテキサス州における教会を中心とした共同体の集まりに関わるものであった。アメリカ南部に広がり、1920年代や1930年代には営利化の様相を強め、その中核はしばしば食の祭典であった。1960年代の公民権運動期には、戦後の公民権を巡る苦闘の前に後景に退いたものの、1970年代にはアフリカ系アメリカ人の自由や芸術に焦点を合わせて、再び人気を得た。21世紀にはジューンティーンスは、アメリカ中のほとんどの大都市で祝われていた。オーパル・リーら活動家たちはアメリカ合衆国議会へ、ジューンティーンスを国の祝日として認定するよう働きかけ、2021年6月17日にジューンティーンスを11番目の連邦の祝日とする法律が成立した。また、2022年2月のサウス・ダコタ州における法案成立により、ジューンティーンスはアメリカの全ての州とコロンビア特別区とで祝日あるいは式典日として認定された。2021年の段階ではテキサス、ニューヨーク、ヴァージニア、ワシントン、イリノイの各州がジューンティーンスを州職員のための公式有給休暇日として認定している。
現在の行事は主として地域の祝祭である。奴隷解放宣言の読み上げ、「静かに揺れよ、懐かしのチャリオット」や「すべての声をあげ歌え」といった伝統的な曲（霊歌）の歌唱、ラルフ・エリスンやマヤ・アンジェロウといった著名なアフリカ系アメリカ人作家の著作の読み上げといった慣例が含まれる。祝典にはロデオ競技会、街頭市、野外料理パーティー、家族の再会団欒、公園パーティー、歴史の再演、ミス・ジューンティーンス選出コンテストが含まれる。ブラック・セミノールの末裔であるマスコゴスは、メキシコのコアウイラ州でやはりジューンティーンスを祝っている。

## 歴史

### テキサス州における奴隷制の終焉

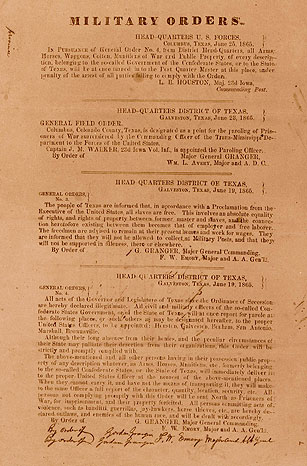
「一般命令第3号」、1865年6月19日。

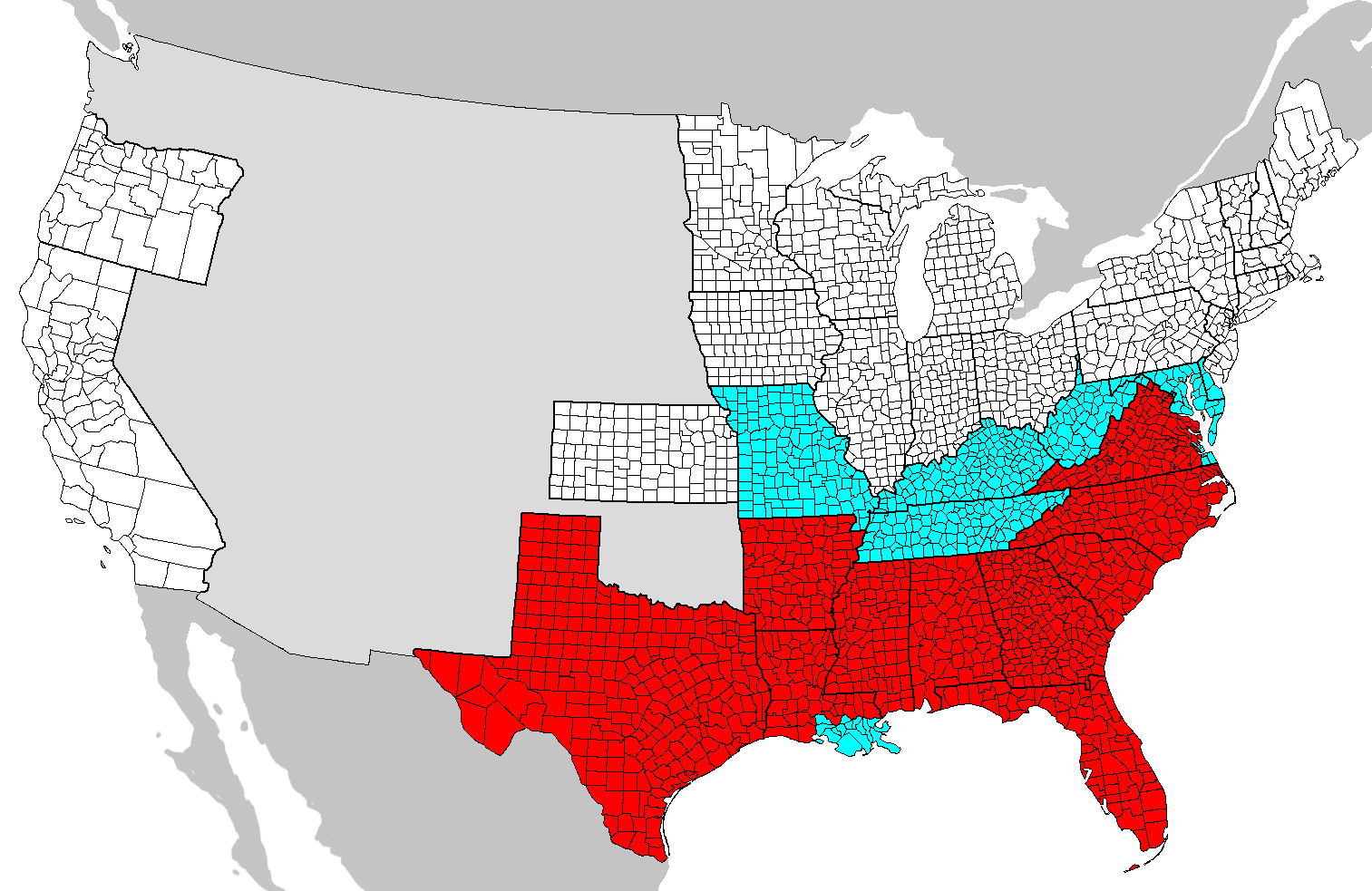
奴隷解放宣言の対象となった地域が赤色。対象となっていない奴隷制維持州が青色。

アメリカ南北戦争が続く中、エイブラハム・リンカーン大統領は1862年9月22日に、仮の奴隷解放宣言を公布した。正式な公布は1863年1月1日に行われ、反乱状態にある南部のアメリカ連合国諸州におり、北部合衆国の施政下にいない奴隷身分の全員が自由とされる旨を宣言するものであった。
地理上での孤立性がより強く、テキサス州には東部諸州から農園主や他の奴隷所有者が戦闘から逃れるため移住してきており、多くは奴隷身分の人々を同道して、南北戦争の終期には州における奴隷身分人口を数千人は増加させていた。大半は田舎に住んでいたものの、1860年にはガルヴェストンとヒューストンの双方に1000人以上が、また他の各大都市には数百人が居住していた。1865年には、25万人と見積もられる奴隷身分の人々がテキサス州にいた。
1865年4月9日にアポマトックス・コートハウスの戦いでロバート・エドワード・リー将軍が降伏したにもかかわらず、西方のミシシッピ川流域軍は、6月2日に至るまで降伏しなかった。1865年6月19日月曜日の朝、奴隷の解放を実施させ、平和的な権力移譲を監督し、加えて戦時にテキサス州内で南部連合の立法府議員が成立させた法を無効とするため、近頃にテキサス軍管区へ到来した2000名余の北部連邦軍部隊の指揮を執るべく、アメリカ合衆国陸軍のゴードン・グレンジャー少将がガルヴェストン島に到着した。グレンジャーの一団はストランド歴史地区のオスターマン・ビルディング（以前にストランド街と22番街の交差点に存在し、後に取り壊しとなった）に置かれた北部連邦軍司令部で、「一般命令第3号」を発令したとされる。当命令は全テキサス州民へ、合衆国大統領からの布告により、全ての奴隷身分が自由となったことを告げた。
合衆国大統領からの布告により、あらゆる奴隷は自由であると、テキサスの人民に告知する。対人権と財産権について、以前の主人と奴隷の間における完全なる対等性を伴うものであり、彼らの間にこれまでに存在する関係は、雇用者と被雇用労働者の間におけるものとなる。解放奴隷には現在の住居で平穏を保ち、賃金のために労働を行うことを勧める。軍の駐屯地に集まることは許されず、またその地あるいは他の地で、無為のままに援助を受けることはないと、彼らに告知する。

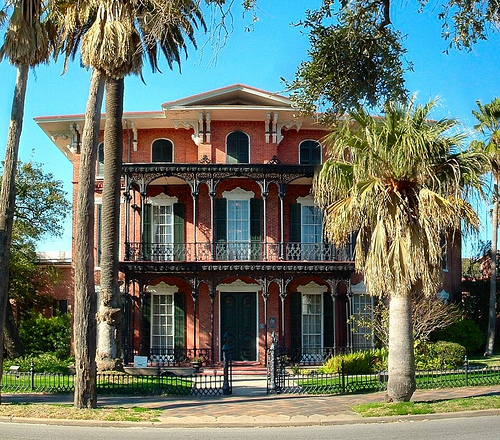
1859年に建てられたアシュトン・ヴィラは、南北戦争中に南部連合軍の司令部として用いられた。

長年の言い伝えは、一般命令第3号の歴史的な読み上げが行われた場をアシュトン・ヴィラとしてきたものの、そのような主張を裏づける歴史上の根拠は現存しておらず、また歴史研究者のエドワード・T・コーサムは、後にリーディー・チャペル・アフリカン・メソジスト監督教会と改名するブロードウェイ街の黒人教会を含む街の各所に命令が掲示されたであろう一方で、グレンジャーや部下が公の場でそれを読み上げたものではなかったともしている。2014年6月21日、ガルヴェストン歴史財団とテキサス州歴史委員会は、かつてのオスターマン・ビルディングの立地にグレンジャー少将の連邦軍司令部の場所、またその後の一般命令発布を示すジューンティーンス記念銘板を設置した。2021年には銘板の設置箇所に隣接する建物の壁面に、この地での出来事を記念した壁画が描かれて披露された。
この出来事が「奴隷制の終焉」と広範に考えられているものの、北部合衆国下の2つの境界州（デラウェア州とケンタッキー州）における奴隷身分の解放は数か月後の1865年12月18日、憲法修正第13条が1865年12月6日に批准された旨が公布されてからであった。テキサスでそれまで奴隷身分であった人々の自由には、テキサス州最高裁判所が1868年から1874年にかけて下した一連の判決によって、法律上の地位がもたらされた。

### 初期の祝典

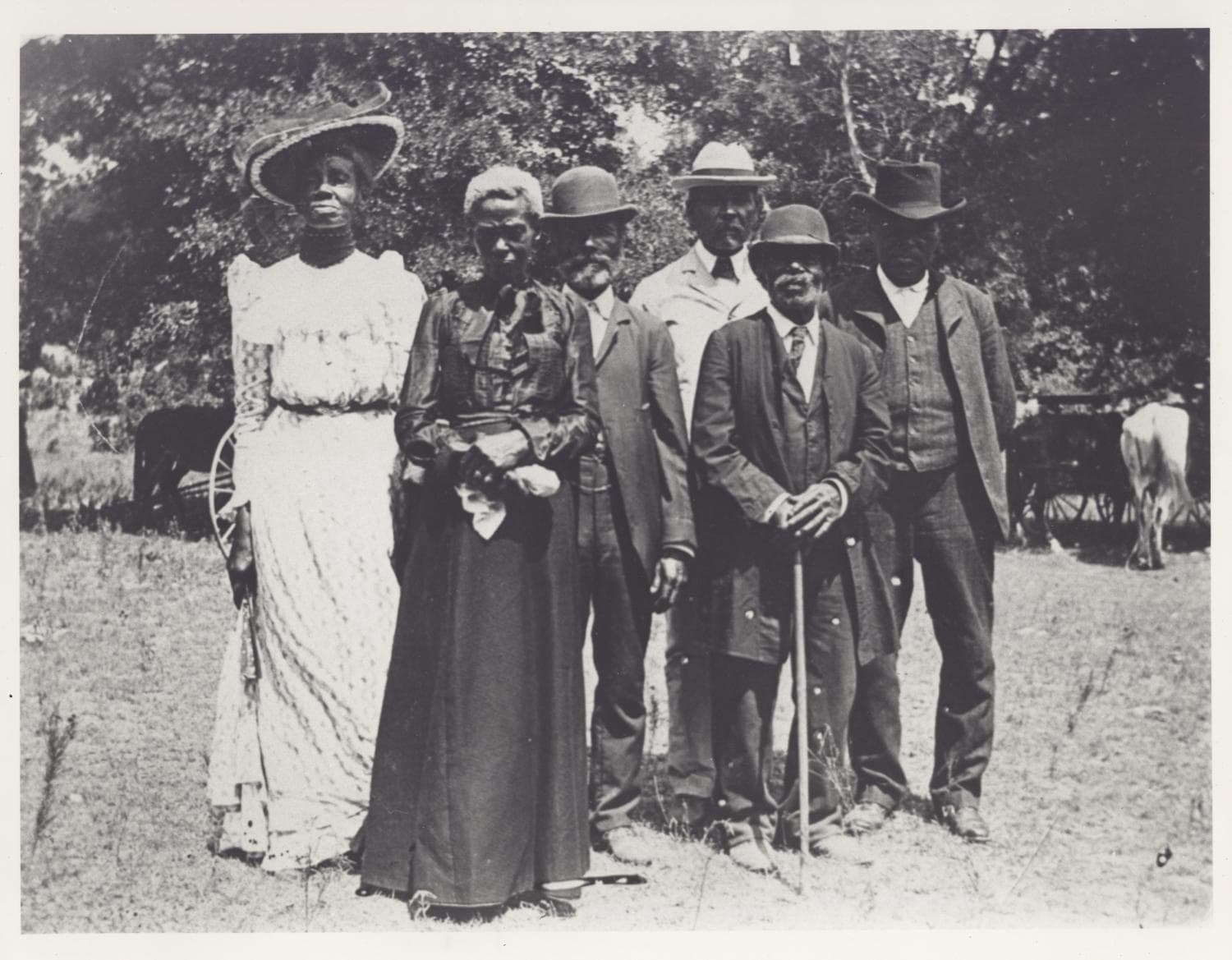
初期の解放日（ジューンティーンス）の祝い。（テキサス州、1900年）

それまで奴隷身分にあったガルヴェストンの人々は、告知を受けて祝った。翌年、解放奴隷たちはテキサス州で6月19日に、「歓喜の日」の年毎の祝いとなった最初の催しを行った。初期の祝典は、新たに解放された奴隷身分へ投票の説明を行う政治的集会として利用された。初期の独立の祝典は、しばしば1月1日あるいは4日に行われた。1866年1月2日付のガルヴェストンの新聞『フレークス・ブレティン』は、前日に行われた奴隷身分からの解放を祝う行進と黒人教会での集会の模様を「リンカーン大統領の奴隷解放宣言が読み上げられた。『ジョン・ブラウンの遺骸』の歌唱もまた、式次第の一部であった」と伝えている。
いくつかの都市では州が発起した各施設での隔離施策によって、アフリカ系アメリカ人は公園の利用を阻まれた。テキサス州の各地で、解放された人々が祝典を催す土地を購入するために資金を出し合った。当期日は1867年にオースティンで初めて、解放黒人局の賛助の下で祝われ、1872年には「公共催事暦」の一覧に載った。この年、テキサス州の黒人指導者たちがジューンティーンスを祝うための10エーカー（4ヘクタール）の土地購入に充てる1000ドルを調達し、その地が今日、ヒューストンのエマンシペーション・パークとして知られている。注目がじきにテキサス中から数千名の参加者を引き寄せ、1898年にジューンティーンスの祝いのために設置されたテキサス州ライムストーン郡のブッカー・T・ワシントン・パークでは、3万人と見積もられた黒人たちが祝った。1890年代には、「歓喜の日」はジューンティーンスとして知られるようになっていた。

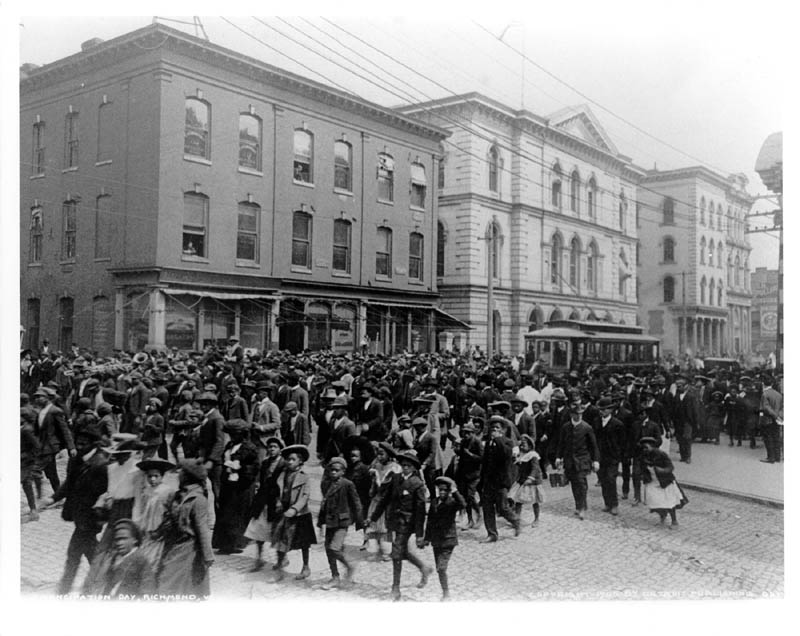
ヴァージニア州リッチモンドの解放日の祝典。（1905年）

20世紀初期には、経済的そして政治的な力がジューンティーンス祝典の退潮に繋がった。1890年から1908年にかけて、テキサス州そして全ての元アメリカ連合諸州は新たな州憲法条項、あるいは修正条項を成立させ、黒人を政治の過程から排除して、事実上その権利を剥奪した。白人優位の各州立法府は、二級市民の地位を強いるジム・クロウ諸法を成立させた。グラディス・L・ナイトは、祝典退潮の理由の一端を「社会上層へ移動できる黒人は（中略）奴隷身分の過去を恥じて、主流文化への同化を志向した。より若い世代の黒人はさらに奴隷制から縁遠くなるに至り、学校や（中略）他の営みに専念した」と記述する。合衆国北部へ移住していった者たちは休みを取ることができなかったか、あるいは単に祝典を止めた。
大恐慌は多数の黒人を、就職のために農園を後にして都市部へと移動させた。そのような都会の環境の下で、アフリカ系アメリカ人は祝典のため休みを取ることに困難を抱えた。第二次大移住が第二次世界大戦期に始まり、防衛産業における熟練を要する職場への機会が生まれた西海岸へ、多数の黒人が移住した。ジューンティーンスの再興は、第二次世界大戦が始まるすぐ前に起きていた。1936年から1951年にかけて、テキサス州博覧会が当の祭日を祝うための行先として用いられ、その再興に寄与した。1936年には15万から20万人と見積もられた人々が、ダラスで祭日の祝いに参加した。1938年に、テキサス州知事ジェイムズ・V・オールレッドは布告を発し、その一部は以下のようであった。
鑑みるに、テキサスの州における黒人は6月19日を、奴隷制からの解放を讃える公の日として祝う。そして、

鑑みるに、1865年6月19日は、テキサス軍管区司令官ロバート（原文のまま）・S・グレンジャー将軍がテキサス州の黒人に解放を通知する宣言を発布した日である。そして、

鑑みるに、この時以降テキサスの黒人はふさわしい祭日の式典を当日に祝っており、ただ当日が日曜日に到来する年は例外であって、そのような折には州の知事は翌日を、黒人による州の慣例のための祝日として公布するように求められている。そして、

鑑みるに、6月19日は1938年、当年では日曜日に訪れる。

かるがゆえに、私、ジェイムズ・V・オールレッド、テキサスの州の知事はこれを退け、1938年6月20日の日付をテキサスにおける

解放宣言の日

の挙行日として公布する。またテキサスの黒人種の全員に、彼らにとっての重要性に則った様式で当日を祝うように促すものである。
1951年には、7万の人々が「ジューンティーンス・ジャンボリー」に参加した。1940年代から1970年代に、大移住の第2波において500万人以上の黒人がテキサス州、ルイジアナ州や他の南部諸州を離れて、北部や西海岸へ向かった。歴史家イザベル・ウィルカーソンが記述するように、「テキサス州から到来した人々がジューンティーンスの日を、ロサンゼルス、オークランド、シアトル、その他彼らが赴く場所に持ち込んだ」。1945年にはサンフランシスコへ、テキサス州からの移住者ウェズリー・ジョンソンによってジューンティーンスが伝えられた。
1950年代から1960年代にかけて、自由の拡張と融和に関してアフリカ系アメリカ人の注目が公民権運動に集中した。結果として、当祝日への注目は再び後退した（もっとも、テキサス州ではなお地域的に祝われていた）。黒人が自らの苦闘を奴隷制の終焉に結びつけ始めたことで、ほどなくして再興の動きが起きた。アトランタでは、平等を求める遊説者の一部がジューンティーンスのボタンを身につけた。1968年の、ラルフ・アバーナシー牧師が呼びかけたワシントンD.C.への貧者の行進では、南部キリスト教指導者会議が6月19日を「貧者の行進における団結の日」とした。それに続く再興でミネアポリスやミルウォーキー、また他の東部アメリカにおいて、大規模な祝典が現れた。1974年にはヒューストンが大規模祝典を再開し、翌年にはテキサス州フォートワースが続いた。およそ3万の人々が、翌年のフォートワース、シカモア・パークの祭りに参加した。1978年のミルウォーキーの祝典は、10万人以上の参加者を集めたと記録されている。

### 最初の公的認定

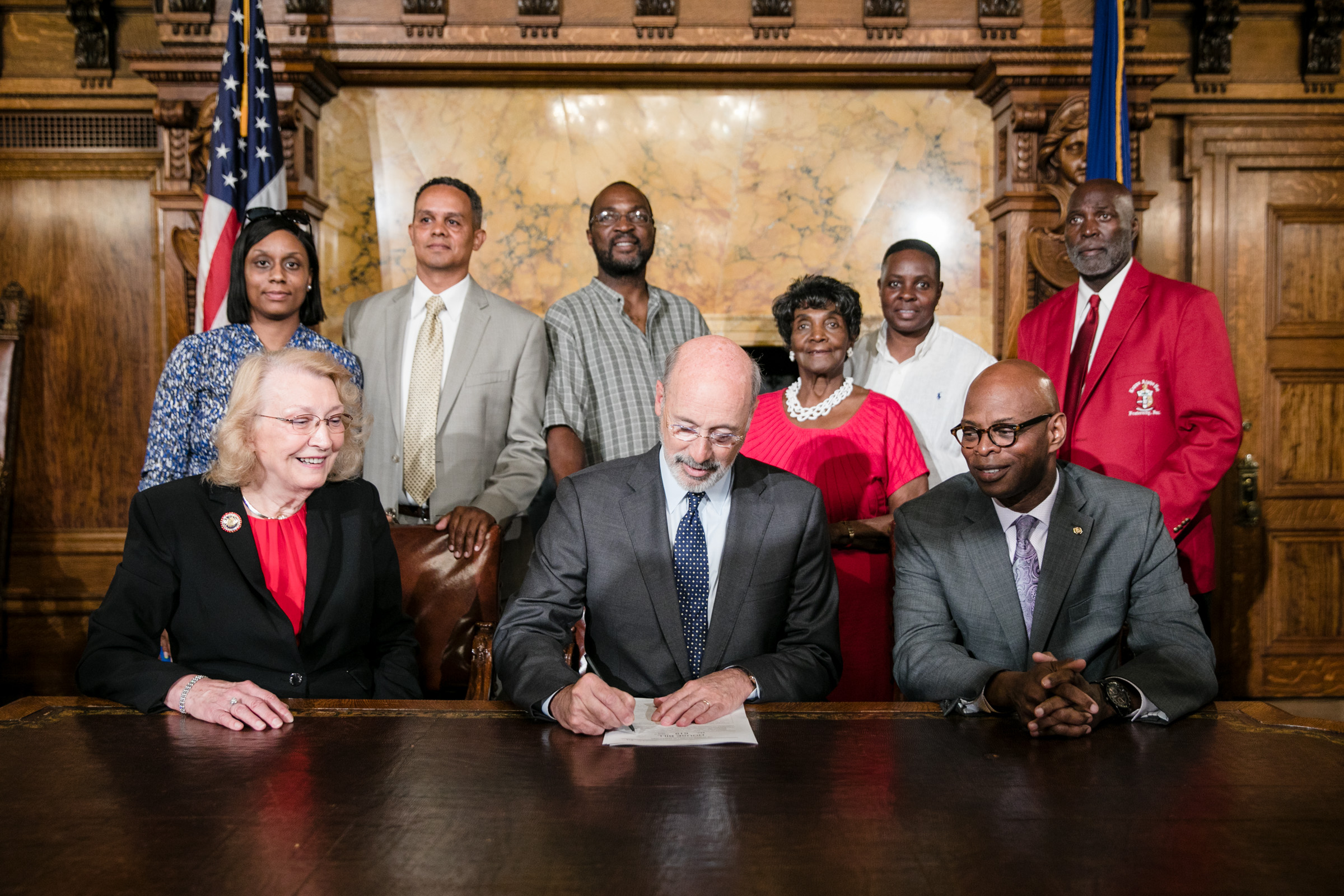
2019年、ペンシルヴァニア州で、ジューンティーンスを公式に認定する法案に署名するトム・ウルフ知事。

1970年代後半に、テキサス州議会はジューンティーンスを「特に、テキサスの黒人にとって（中略）重要な祭日」と宣言した。民主党の新人州議会議員アル・エドワーズによって導入された法案の下で、州の祭日としてジューンティーンスを確立した最初の州であった。当法案は1979年にテキサス州議会で成立し、1980年1月1日に公式に州の祭日を設けた。ジューンティーンスはテキサス州において「部分的勤務」の祭日であり、州政府の職場は閉まらないものの、各機関は職員の数を減らして稼働し、被雇用者はこの祭日を祝うか、あるいはテキサス州で認定された4日の「任意祭日」の1日と替えることとなる。1980年代の後半にはジューンティーンスの大規模な祝典がカリフォルニア、ウィスコンシン、イリノイ、ジョージアの各州、そしてワシントンD.C.で催された。
1996年には、「ジューンティーンス独立記念日」を認定する最初の法案がアメリカ合衆国下院議会に、バーバラ・ローズ・コリンズ（民主党、ミシガン州選出）を発起人とする下院合同決議第195号として提出された。1997年、議会は上院合同決議第11号、そして下院合同決議第56号において当日を認定した。2013年、アメリカ合衆国上院議会は上院決議第175号を成立させ、「ジューンティーンス独立記念日に全国的な認知をもたらすべく運動し、成功を収めた」としてルーラ・ブリッグス・ギャロウェイ（全国ジューンティーンス系譜協会の故人会長）と、また全国ジューンティーンス式典協会の継続的な指導に謝意を表明した。
活動家は連邦議会へ、ジューンティーンスを国の祝日として認定するように働きかけてきた。全国ジューンティーンス式典協会といった団体は、連邦議会がジューンティーンスを国の式典日として指定するよう求めてきた。2021年6月に公式に国の祝日とされると、日付が特定されたものとして元日（1月1日）・アメリカ独立記念日（7月4日）・復員軍人の日（11月11日）・クリスマス（12月25日）と並ぶ5番目の存在となった。ジューンティーンスは2022年、2033年、2039年、2044年、2050年に父の日（6月の第3日曜日）と重複する。6月19日が日曜日である年には20日の月曜日が連邦祝日とされ、19日が土曜日である年には18日の金曜日が祝日に充てられる。
2020年、ヴァージニアとニューヨークの各州知事が、州雇用者の有給休暇日としてジューンティーンスを認定する行政命令に署名した。

### その後の発展
1980年代と1990年代以降、当の祭日はアフリカ系アメリカ人の共同体内でさらに広範に祝われており、アメリカにおいて主流性を増す様相が目の辺りにされている。1991年には、アナコスティア・コミュニティ博物館（スミソニアン協会の一翼）で「ジューンティーンス '91、自由への再訪」と題した展覧会が催された。1994年には、さらに大規模なジューンティーンスの全国的祝祭のために活動を行うべく、共同体の指導者たちの一団がニューオーリンズのキリスト教徒統一バプテスト教会に集まった。国外在住者は、パリのような外国の諸都市で祝いを行っている。他国に展開する数か所のアメリカ軍基地は祝典への後援を、私的団体によるものに追加して行っている。1999年にはラルフ・エリスンの小説『ジューンティーンス』が刊行され、祭日の認知を広めた。2006年には、少なくとも200の都市がこの日を祝った。
1997年、活動家ベン・ヘイスは「ジューンティーンスの旗」を創案し、画家のリサ・ジーン・グラフがさらなる改良を加えた。2000年、ハイスはマサチューセッツ州ボストンのロクスベリー・ヘリテイジ州立公園でこの旗を初めて掲示した。中央部の星はテキサス州と、全国のあらゆるアフリカ系アメリカ人に向けた自由の拡大を示すものである。星の周囲の爆発が新星を、赤色の湾曲が地平線を示し、アフリカ系アメリカ人にとっての新時代を表象している。赤色と白色と青色は星条旗を表し、アフリカ系アメリカ人や奴隷身分であったその祖先がアメリカ人であること、また全ての市民への自由と正義という国民的な信念を示している。
当の祭日はアフリカ系アメリカ人の共同体の外において、TVシリーズ「アトランタ」（2016年）や「ブラッキッシュ（第4シーズン）」（2017年）のエピソードといった、娯楽メディアにおける描写で主流の注目を集めつつあり、後者では祭日に関するアロー・ブラック、ザ・ルーツ、フォンズワース・ベントレーの楽曲が使われている。2015年、ジャズ・ピアノ奏者のスタンリー・カウエルは、祝典の150周年を記念したピアノ・ソロ作品『JUNETEENTH』を発表した。2018年、Apple社はiOSのカレンダーに、アメリカの公の祭日としてジューンティーンスを追加した。2020年にはツイッター社、NFL、ナイキ社、ハーバード大学、コーネル大学といったいくつかのアメリカ企業や教育機関が、ジューンティーンスを組織の祭日として扱い、勤務者に有給の休日を付与する旨の声明を出し、またGoogleカレンダーがジューンティーンスをアメリカの休日暦に加えた。
2020年、ドナルド・トランプ大統領は新型コロナウイルスの世界的流行が起きて以降初となる政治集会を、1921年にグリーンウッド地区で人種を巡る大規模暴力事件が起きたオクラホマ州タルサでジューンティーンスの日に行うことを計画し、物議を醸した。それを受けて、集会は翌日に再設定された。
2021年6月17日、同月すでにアメリカ合衆国下院と上院で可決していた法案にアメリカ大統領のジョー・バイデンが署名したことで、正式に連邦の祝日となった。2020年のジョージ・フロイドの死と、それをうけて米国全土で活発になったブラック・ライブズ・マター運動が、この祝日の連邦レベルでの制定へむけた契機となった。

## 認知

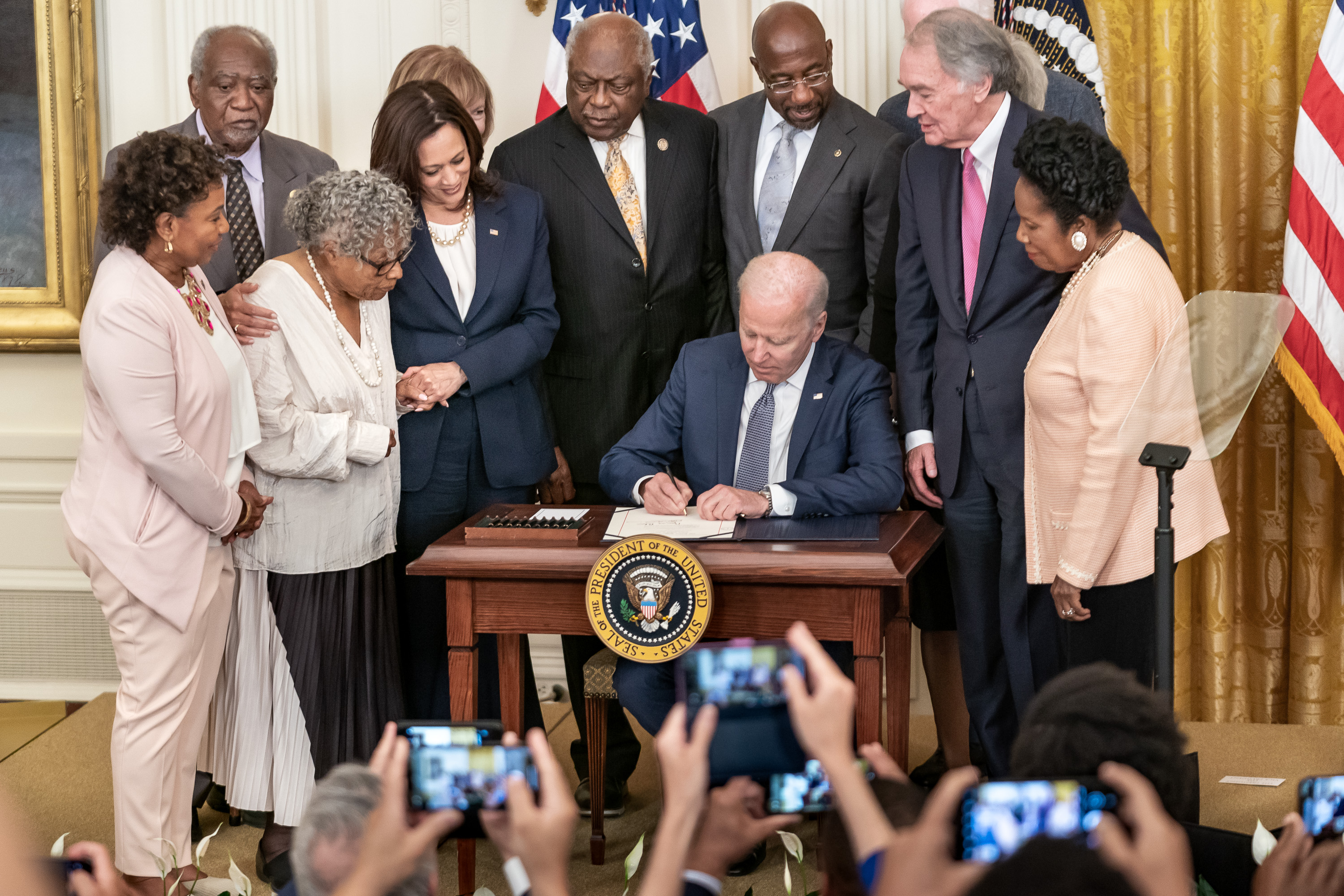
ジューンティーンスを連邦の祝日とする法案に、ジョー・バイデン大統領が署名を行う。（2021年6月17日）

2021年に連邦祝日とされるまでの、アメリカ各州におけるジューンティーンスの祝日としての認定。
2000年より前に認定した州。
2000年から2009年にかけて認定した州。
2010年から2021年にかけて認定した州。

ジューンティーンスの認知はアメリカ各地において様々に異なっている。大半の州は祝典の機会、あるいは州の祝日といった何らかの形で認定を行っている。州の雇用者の有給休暇日として指定されることもある。いくつかの都市では宣言をもって認定を行い、様々な雇用主が被雇用者に休暇を認める方針を持っている。
1980年にテキサス州がこの日を認知した後、多数の州が先例に倣った。2002年には8州が公式にジューンティーンスを認知し、4年後には15州が当の祝日を認知していた。2008年には半数近くのアメリカの州が、当の祝日を祝典の機会として遵守していた。2022年2月10日にサウス・ダコタ州のクリスティ・ノーム知事がジューンティーンスを州の祝日とする法案に署名したことで、アメリカの全州とコロンビア特別区がジューンティーンスを祝日あるいは式典日として認知するに至った。
2021年6月15日、アメリカ合衆国上院は全会一致で、ジューンティーンスを連邦の祝日と定める「ジューンティーンス国定独立記念日法案」を可決した。続いて6月16日に、法案は下院において賛成415票・反対14票をもって可決された。6月17日、ジョー・バイデン大統領が法案に署名し、ジューンティーンスを11番目の連邦の祝日とする法律が成立した。

## 祝典
当の祭日は「アフリカ系アメリカ人の祭日として最も長く続くもの」と見なされており、「アメリカの第2の独立記念日」と呼ばれている。しばしば、6月の第3日曜日に祝いが行われる。歴史家ミッチ・ケチャンは、奴隷制の終焉の祝いには3つの目的があると考える。「祝うこと、教育すること、奮い立たせること」である。初期の祝典は野球、魚釣り、ロデオ競技会からなっていた。アフリカ系アメリカ人はしばしば、祝典のための公的施設使用を妨げられていたので、それらはしばしば教会で、あるいは水辺で執り行われた。祝典はまた、念入りに調理された大規模な食事や、手持ちの最良の服を身につけた人々で特徴づけられた。以前の奴隷やその子孫にとって、ガルヴェストンへの巡礼行は一般的であった。初期の祭典が報道の対象となり、ジャニス・ヒュームやノア・アルケヌーはそれらが「アフリカ系アメリカ人の記憶を、優勢な『アメリカの物語』の中に同化させる役を果たした」と考える。
今日の式典は主として地域の祝いである。多くの場で、ジューンティーンスは多文化的な祭日となっている。慣習には奴隷解放宣言の朗読、「静かに揺れよ, 懐かしのチャリオット」や「すべての声をあげ歌え」といった伝統的な曲の歌唱、ラルフ・エリスンやマヤ・アンジェロウといった著名なアフリカ系アメリカ人作家の著作の朗読が含まれる。祝典はピクニック、ロデオ競技会、街頭市、野外料理パーティー、家族の再会団欒、公園パーティー、歴史の再演、ブルース音楽の祭典、ミス・ジューンティーンス・コンテストを含むものである。ストロベリー・ソーダ水は祝典と結びついた伝統的な飲料である。ブラック・セミノールの末裔であるマスコゴスは、1852年から住んでいるメキシコのコアウイラ州で、やはりジューンティーンスを祝っている。
ジューンティーンスの祝いはしばしば、アフリカ系アメリカ人の文化に関する講話や展示を含むものである。現代の祭日は、アフリカ系アメリカ人の伝承の教授に大いに重きをおいている。カレン・M・トーマスは『イマージ』誌で、「共同体の指導者たちは（ジューンティーンスを）、黒人の若年層に伝承や矜持の意識を浸透させる助けとして理解している」と書いた。祝典は一般に投票登録運動、劇の上演、物語の再現を伴ったものである。祭日はまた、ソウル・フードやその他アフリカ系アメリカの影響を備えた食材の祝典でもある。『ツーリズム・レビュー・インターナショナル』誌で、アン・ドノヴァンとカレン・デブレスは「バーベキューは、ほとんどのジューンティーンスの祝いで中心に据えられる」と記している。